# 蘭氏皂鱸
蘭氏皂鱸，為輻鰭魚綱鱸形目鱸亞目鮨科的其中一種，分布於西大西洋區，包括西印度群島、從巴拿馬至巴西聖卡塔琳娜州海域，體長可達20公分，為底棲性魚類，屬肉食性，生活習性不明。

## 擴展閱讀
- 蘭氏皂鱸的图片 （页面存档备份，存于）